# Contaminazione crociata
La contaminazione crociata è il passaggio diretto o indiretto di microbi patogeni da alimenti contaminati ad altri alimenti in modo indiretto, cioè attraverso le mani dell'uomo,le attrezzature,gli utensili.
Sebbene di facile prevenzione, è una delle cause principali di intossicazione alimentare.
È facile che alimenti crudi come carne rossa o bianca, uova o verdure contengano piccole quantità di microbi, che vengono neutralizzati con la cottura. Il contatto di detti cibi con alimenti che vengono consumati crudi può però portare alla loro crescita indisturbata e all'ingestione. Come pure possono essere trasferiti ad essi tramite le mani o l'utilizzo di strumenti da cucina. Da ciò l'importanza di adottare le regole igieniche di base.